# INDECT
Inteligentny system informacyjny wspierający obserwację, wyszukiwanie i detekcję dla celów bezpieczeństwa obywateli w środowisku miejskim, INDECT (ang. Intelligent information system supporting observation, searching and detection for security of citizens in urban environment) – międzynarodowy projekt badawczy mający na celu wykorzystanie innowacyjnych algorytmów i metod z zakresu informatyki do wykrywania i walki z terroryzmem oraz innymi działaniami przestępczymi. Projekt finansowany przez Unię Europejską. INDECT zakładał powstanie zestawu rozwiązań do inteligentnej obserwacji i automatycznego wykrywania podejrzanych zachowań lub przemocy w środowisku miejskim. Automatyczne wykrywanie podejrzanych zachowań lub przemocy wiązało się przede wszystkim z wykrywaniem niebezpiecznych narzędzi w ręku człowieka znajdującego się w zasięgu kamery (np.: noża, pistoletu). Automatyczne wykrywanie podejrzanych zachowań nie wiązało się ze śledzeniem i profilowaniem ludzi, gdyż twarze i numery rejestracyjne pojazdów na obrazach z kamer miały być zamazane.
Propozycja projektu została zgłoszona przez grupę 17 europejskich partnerów pod przewodnictwem Akademii Górniczo-Hutniczej w Krakowie. W skład konsorcjum projektu wchodziło 11 uczelni wyższych, 4 firmy oraz dwóch potencjalnych odbiorców systemu (policja z Irlandii Północnej oraz z Polski).

## Działanie i użytkownicy końcowi
Obszar badań, wykorzystywane metody oraz techniki zostały określone w dokumentacji projektu, dostępnej na stronie internetowej INDECT. Zawierała ona praktycznie wszystkie informacje związane z metodologią oraz działaniem projektu. Poufne informacje, takie jak dane finansowe oraz takie, których upublicznienie mogłoby mieć negatywny wpływ na konkurencyjność projektu, nie zostały upublicznione.
Użytkownikiem końcowym, dla którego przewidziane było opracowane rozwiązania, miały być służby bezpieczeństwa.
Zadaniem projektu było wykrywanie różnego rodzaju zagrożeń oraz identyfikacja ich źródeł. Projekt nie zakładał monitorowania i wyszukiwania poszczególnych obywateli lub grup obywateli, skupiał się na analizie zarejestrowanych zagrożeń. Idea projektu polegała na zastąpieniu stałego monitoringu przez monitoring zagrożeń. Decyzja o interwencji odpowiednich służb miała być ostatecznie podejmowana przez operatora monitoringu.
Następnie operator systemu (np. policji) miał decydować, czy interwencja służb odpowiedzialnych za bezpieczeństwo publiczne jest wymagana, czy nie. Dalsze dochodzenie w końcu doprowadziło do osób związanych z zagrożeniami są wykonywane z zachowaniem domniemania niewinności, na podstawie już istniejących procedur stosowanych przez służby policji i prokuratorów. można znaleźć w wyników projektu, INDECT nie obejmują gromadzenia danych osobowych (np. nazwiska, adresy, numery dokumentów tożsamości, itp.).

## Oczekiwane wyniki
Przewidywanymi wybranymi efektami projektu INDECT miały być:
- inteligentna analiza danych wideo i audio w celu wykrywania zagrożeń w obszarze miejskim,
- standaryzacja jakości sekwencji wizyjnych dla aplikacji użytkownika[4],
- przygotowanie narzędzi i technologii do ochrony prywatności i danych podczas przechowywania i transmisji informacji przy użyciu kryptografii kwantowej i nowych technik znaków wodnych,
- narzędzia wspomagające wykrywanie treści kryminalnych w zasobach Internetu z ochroną prywatności,
- moduł szybkiej detekcji oraz wyszukiwania zagrożeń w oparciu o technikę cyfrowych znaków wodnych i wykorzystanie kompleksowych badań nad technologią znaków wodnych w celu wyszukiwania semantycznego, nakierowanego na pornografię dziecięcą[5],
- implementacja rozproszonego systemu komputerowego zdolnego do efektywnego przetwarzania informacji.

## Potencjalne zagrożenia
Przez wiele organizacji broniących praw człowieka system INDECT był rozumiany jako projekt budowy "orwellowskiego" systemu stałej inwigilacji wszystkich obywateli. Zgodnie z informacjami zawartymi w dokumentacji projektu, rozwiązania powstałe w ramach INDECT wykorzystywane mogły być wyłącznie przez jednostki policyjne w przypadkach bezpośrednich zagrożeń i przestępstw.

## Dane projektu
| Fundator     | Unia Europejska |
| Typ projektu | Projekt realizowany w ramach współpracy |
| Cel          | System obserwacji i wykrywania niebezpieczeństw w środowisku miejskim |
| Partnerzy    | - Akademia Górniczo-Hutnicza (Polska) - Politechnika Gdańska (Polska) - InnoTec DATA G.m.b.H. (Niemcy) - IP Grenoble (Ensimag) (Francja) - Komenda Główna Policji (Polska) - Products and Systems of Information Technology (Niemcy) - Police Service of Northern Ireland (Wielka Brytania) - Politechnika Poznańska (Polska) - Universidad Carlos III de Madrid (Hiszpania) - Technical University of Sofia (Bułgaria) - University of Wuppertal (Niemcy) - University of York (Wielka Brytania) - Technical University of Ostrava (Czechy) - Technical University of Kosice (Słowacja) - X-Art Pro Division G.m.b.H. (Austria) - Fachhochschule Technikum Wien (Austria) |
| Budżet       | Całkowity: 14 mln 828 tys. 107,00 euro Fundusz UE: 10 mln 906 tys. 984,00 euro |
| Czas trwania | 1 stycznia 2009 – 30 czerwca 2014 |